# Segun Akinola
Segun Akinola (1993) é um compositor inglês para televisão e documentários. Ele substituiu Murray Gold como diretor e compositor da música de Doctor Who a partir de 2018 para a décima primeira e décima segunda temporadas.

## Início da vida
Akinola tem descendência britânica-nigeriana. Quando criança, ele aprendeu a tocar piano e bateria. Ele é ex-aluno da Bedford Modern School, e do Royal Birmingham Conservatoire, de onde se formou com honras de primeira classe em 2014. Posteriormente, obteve um mestrado em Composição para Cinema e Televisão, na National Film and Television School.

## Trabalhos

### Doctor Who
Em 26 de junho de 2018, o produtor executivo de Doctor Who, Chris Chibnall, anunciou que a trilha sonora da décima primeira temporada do programa seria fornecida por Akinola. Akinola voltou a compor para a décima segunda temporada.

## Músicas
| Ano           | Título                                                 | Notas                   |
| ------------- | ------------------------------------------------------ | ----------------------- |
| 2012          | Outsiders                                              | Curta-metragem          |
| 2013          | Frozen Echoes                                          | Curta-metragem          |
| 2013          | GT4 Challenge of Great Britain Donington Park          | Documentação curta      |
| 2013          | Godsweeper                                             | Jogo eletrônico         |
| 2014          | Wings                                                  | Curta-metragem          |
| 2015          | Shaun the Sheep the Movie Green Light to Opening Night | Série documental        |
| 2015          | Vienna Ugly                                            | Documentário curto      |
| 2016          | The Trip                                               | Curta-metragem          |
| 2016          | White Paint                                            | Curta-metragem          |
| 2016          | Paul                                                   | Curta-metragem          |
| 2016          | A Moving Image                                         | Filme                   |
| 2016          | The Proposal                                           | Curta-metragem          |
| 2016          | Dear Mr Shakespeare: Shakespeare Lives                 | Curta-metragem          |
| 2016          | Panorama -The VIP Paedophile Ring: What's the Truth?   | Série documental        |
| 2016          | Black and British: A Forgotten History                 | Série documental        |
| 2017          | Wild Horses                                            | Curta-metragem          |
| 2017          | Acta Non Verba                                         | Documentário            |
| 2017          | The Human Body: Secrets of Your Life Revealed          | Série de TV             |
| 2017          | Expedition Volcano                                     | Série documental        |
| 2017          | Custom Love                                            | Curta-metragem          |
| 2018          | Wonders of the Moon                                    | Documentário            |
| 2018–presente | Doctor Who                                             | Nas temporadas, 11 e 12 |
| 2018          | Itsy                                                   | Curta-metragem          |